# آب‌انبار مدرسه قلعه
آب‌انبار مدرسه قلعه مربوط به دوره قاجار است و در شاهرود، نزدیکی بازار، کنار مدرسه قلعه واقع شده و این اثر در تاریخ ۲۰ آذر ۱۳۷۹ با شمارهٔ ثبت ۲۹۱۷ به‌عنوان یکی از آثار ملی ایران به ثبت رسیده است.